# 善雄寺
善雄寺（ぜんのうじ）は、千葉県香取市一ノ分目にある浄土宗の寺院。山号は野中山、院号は寶樹院。

## 歴史
- 開山 - 康元元年（1256年）
- 開祖 - 登蓮社玉譽傳公上人（延徳2年(1490)3月20日寂）
- 開基 - 大檀那・成毛對馬守禅定門
- 本寺 - 弘経寺_(常総市)
- 末寺 - 以下13箇寺が過去善雄寺の末寺であった[1]。
  - 実相寺（香取市）現存
  - 調法寺（稲敷市）現存
  - 正林寺（香取市）
  - 金光寺（香取市）
  - 長正寺（香取市）
  - 円福寺（香取市）現存
  - 天雄寺（香取市）
  - 善林寺（香取市）
  - 西福寺（香取市）
  - 専光寺（香取市）
  - 月光寺（香取市）
  - 浄光寺（香取市）現存
  - 長福寺（香取市）現存
- 縁故寺院 - 東京都文京区小石川の善雄寺[2]
千葉県の善雄寺10代目住職「深蓮社信譽笈廓上人」が招かれて開山上人となり、元和4年（1618）に開かれた寺院
- 明暦3年（1657）正月本堂焼失。寛文元年（1661）3月字小路（現在の一ノ分目）へ移り再建[3]。

## 文化財
- 阿弥陀如来坐像
千葉県指定有形文化財（昭和33年（1958年）4月23日指定）

## 境内墳墓並びに碑石

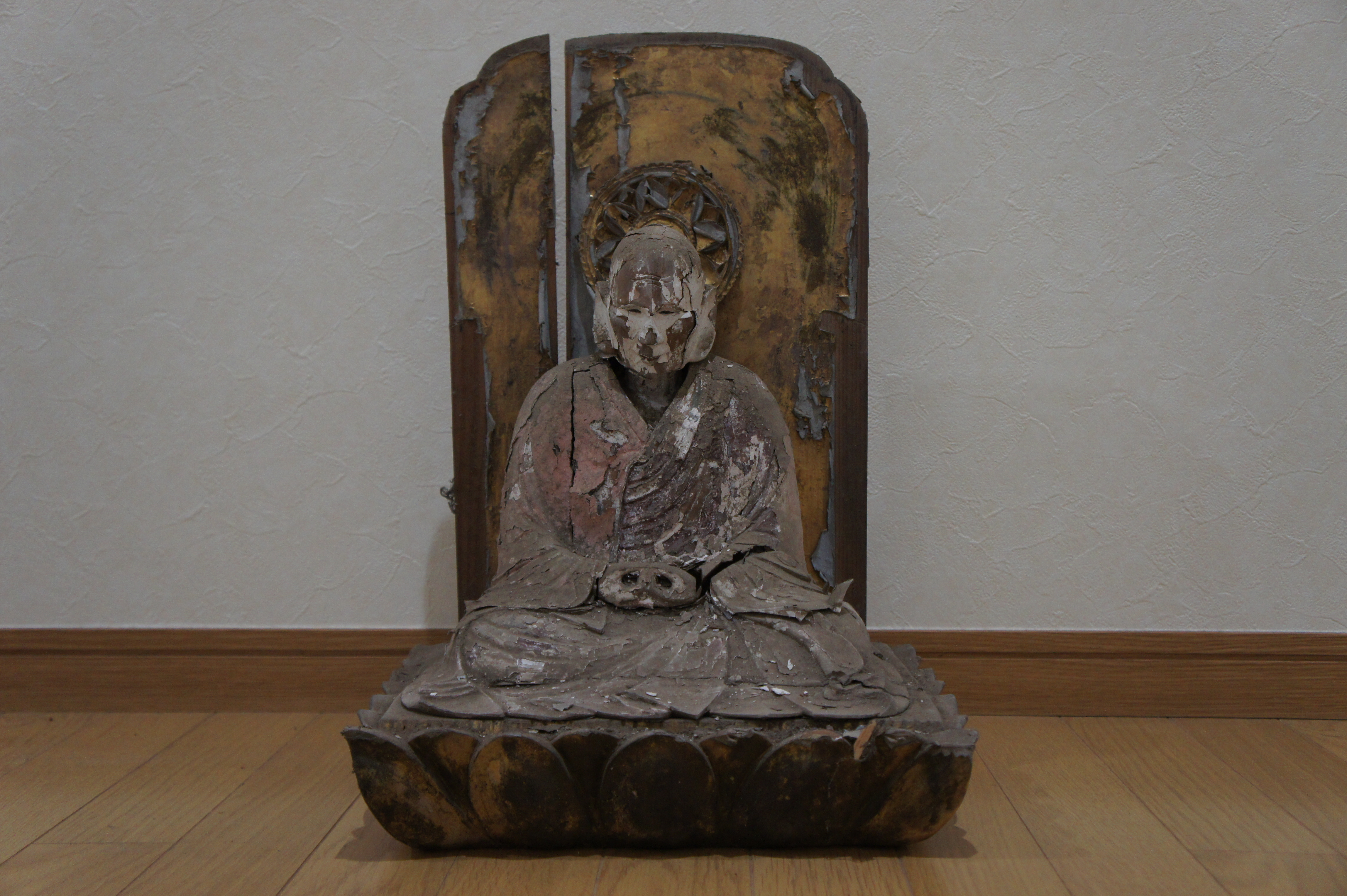
徳本上人の肖像

- 徳本上人
名号碑　山門前　文化14年（1817年）8月7日
御肖像　一尺余　御弟子本的法子造立
- 板碑 - 13基
現存する最古の板碑は観応2年（1351年）9月建立。
- 田付景治大居士墓碑
江戸幕府より石高五百石をうけた江戸田付四郎兵衛（兵庫助）家（田付流砲術師）墓石。寛永14年（1637年）3月14日没。
田付流の祖である田付兵庫助景澄（かげすみ）の長男で、鉄砲方として江戸幕府に仕えた。景治の養子以降は代々「田付四郎兵衛」を名乗る。田付景澄の二男景豊は14歳で武士の身分を捨て、田付新助と称し近江商人となる。三男正景は大垣藩（現在の岐阜県大垣市周辺）に砲術を伝授。
子孫（分家）には、高岩寺（東京都巣鴨のとげぬき地蔵尊）で配布されている「御影」と版木を納めた「田付又四郎景厖」がいる。

## 伽藍他

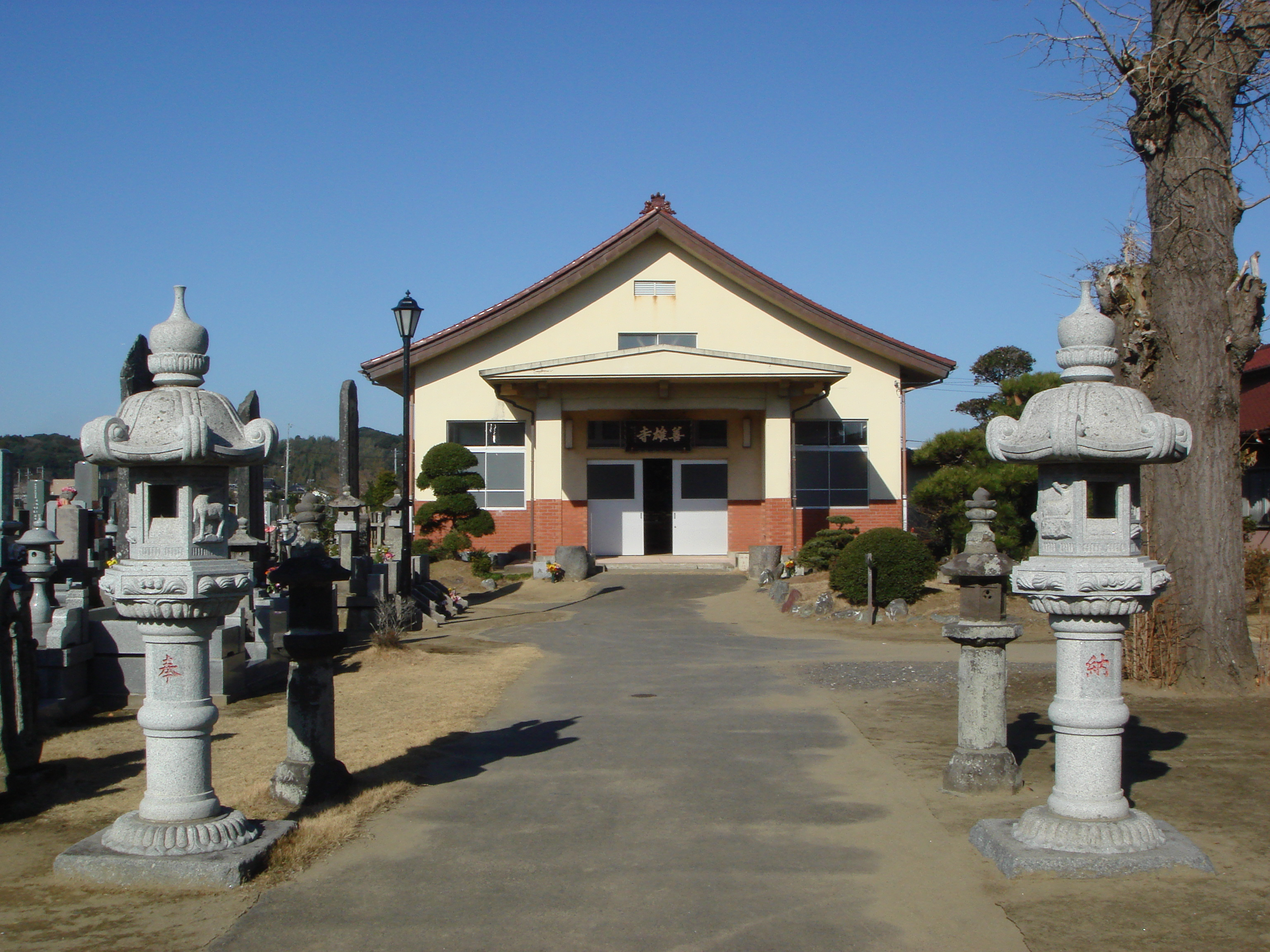
善雄寺本堂

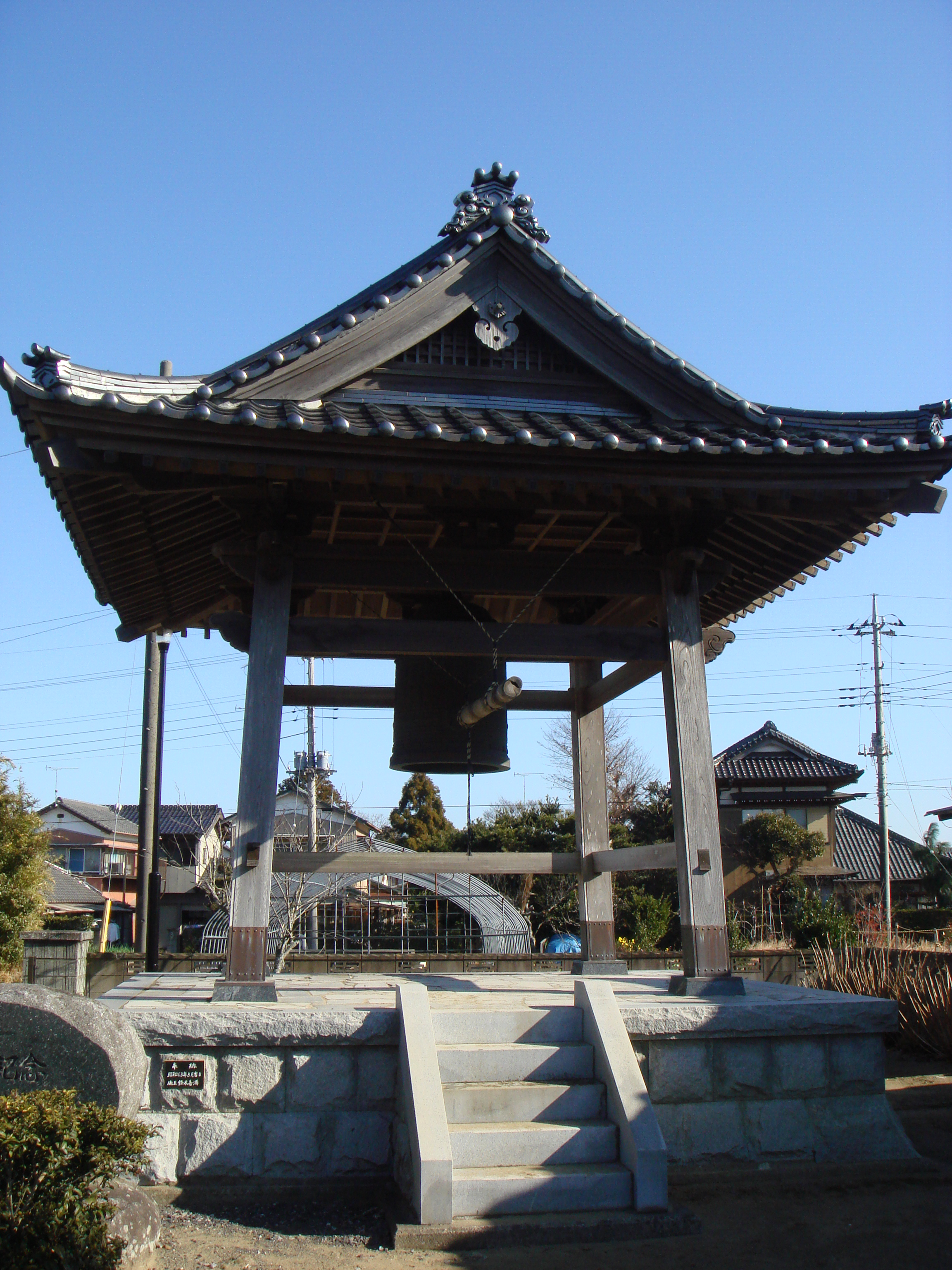
善雄寺鐘楼堂

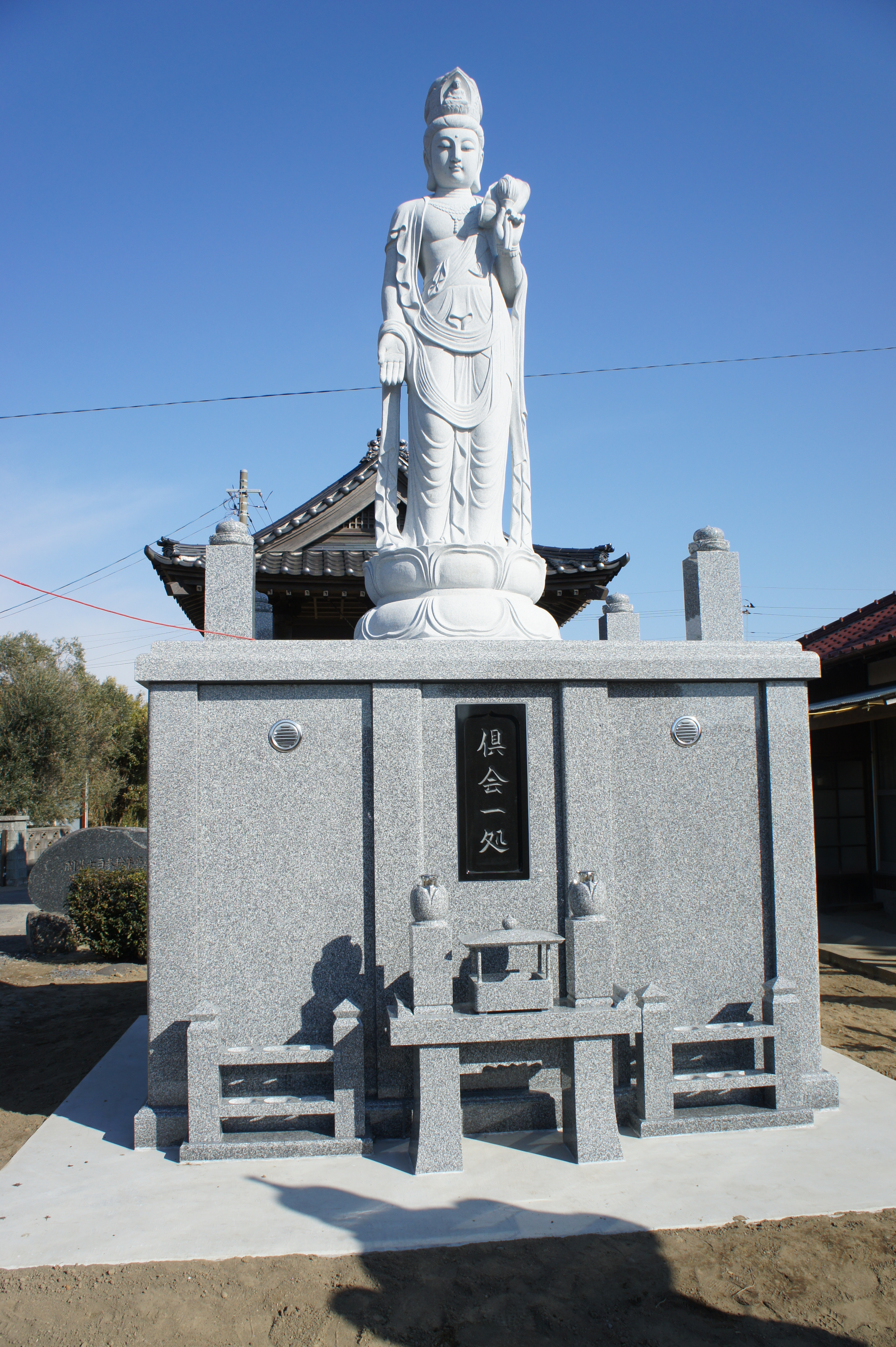
善雄寺永代供養堂

- 本堂
- 開山堂
- 大師堂
- 鐘楼堂
- 山門
- 庫裡
- 永代供養堂

## 交通
- 成田線水郷駅より車で5分
- 東関東自動車道佐原香取インターチェンジより車で10分